# وشق أيبيري
الوشق الأيبيري أو الوشق الإسباني أو التِفْه (بالإنجليزية: Iberian Lynx)‏ سنوري يعود أصله إلى جنوب أوروبا وشبه جزيرة أيبيريا.

## الوصف
مثل كل الوشوق، يزين وجه الوشق الأيبيري قلادة من الشعر الطويل حول الرقبة والأذنين الثلاثي تصدرت مع خصل من شعر أسود. كان لديه فقط 28 الأسنان بدلا من المعتاد 30. الذيل القصير تنتهي في كم والأسود. والساقين هي أقدام طويلة وكبيرة بالمقارنة مع باقي الجسم.
الوشق الأيبيري هو أكثر من ذلك بكثير متقطعا من الأنواع الأخرى من اللباس جنس الوشق. فهو يختلف عن الوشق مشتركة لدى أقصر من الوشق الأوراسي الذيل.
يزن الوشق الايبيري في المتوسط من 9 إلى 13 كلغ، والذكور عموما أكبر من الإناث. الطول الكلي هو 85-110 سم مع ذيل بين 12 و 13 سم. ارتفاعه عند الكتفيين هو 42-47 سم.
الوشق الأيبيري هو قافز ممتاز، مع رجليه الخلفيتين مكيفة خصيصا لتلائم السندات: على سبيل المثال، الوشق الأسير نجا بالقفز من فوق سياج مكهرب ارتفاعه أربعة أمتار.

## السلوك

### التغذية
يتغذى الوشق الأيبيري على الأيل والأرانب والأرانب البرية، وبعض القوارض مثل الفئران والجرذان والسناجب، ويتغذى أيضًا على الطيور كالبط والحجلان. إلخ ...

### التكاثر
الأنثى تلد أبنائها أساسًا في شهر أبريل بعد شهرين من الحمل. من 1 إلى 5 أبناء بعد 63 يوم إلى 68 يوم من الحمل. يكونون الأبناء بدون بصر ويزنون أقل من 250 غرام. سن التحرر من 7 سنوات إلى 10 سنة، والصغار يبلغون جنسيًا في 33 شهر عند الذكور، أما الإناث في 21 شهر.

## أسباب التهديدات
أصبح الوشق الأيبيري مهددًا بالانقراض بأسباب كثيرًا منها:
1. صيده من أجل فروه الجميل.
2. أكل أرنبًا مريض.
3. نقص المسكن الطبيعي.
4. وبعض الحوادث المرورية.

## في الشعر
وصف الشاعر الناشئ الأكبر التِفْه في الأبيات التالية:
حـلوُ الشـمـائلِ فـي أَجـفـانِهِ وَطَفٌ     صافي الأديم هَضيمُ الكشحِ مَمسودُ
فـيـه مِـنَ البَـدرِ أشـبـاهٌ مُوافِقَةٌ          مــنـهـا لَهُ سُـفَـعٌ فـي وَجـهـهِ سـودُ
كــوَجــهِ ذا وَجـهُ هـذا فـي تَـدوَّرِهِ      كـأَنَّهـُ مِـنـهُ فـي الأشـكالِ مَقدودُ 
لَهُ مِــنَ الليــثِ نـابـاهُ وَمِـخـلبُهُ         وَمِن غَريرِ الظِباءِ النَحرُ والجيدُ
إذا رأى الصيد أخفى شخصَه أَرَباً     وقـلبُهُ بـاقـتـنـاص الصـيدِ معمودُ